# Visfestivalen i Västervik 20 år
Visfestivalen i Västervik 20 år är ett svenskt dubbelalbum från 1985.
Albumet innehåller liveinspelningar vilka gjordes 6–12 juli 1985  på Visfestivalen i Västervik. Skivnumret är Sonet SLPD-2098.	

## Låtlista
1. Hasse Andersson & Kvinnaböske band: Hej Hasse hej (H. Andersson)
2. Gösta Linderholm: Det brinner i en soluppgång (A tree too weak to stand) (G. Lightfoot/G. Linderholm)
3. Björn Holm: Änglarna ger mej ingen ro (B. Holm)
4. Stefan Demert: Nativitetsschottis (S. Demert)
5. Monica Zetterlund: Trubbel (O. Adolphson)
6. Peter Lundblad: Jag brinner (P. Lundblad)
7. Evabritt Strandberg: Marieke (J. Brel, J. Gèrard, T. Kinding)
8. Tommy Körberg: Följ med! Gå i led! (Au suivant) (J. Brel, T. Kinding)
9. Mikael Ramel: Skunkan (Philemon Arthur & the Dung, M. Ramel)
10. Mikael Ramel: Gränskränklingsblues (P. Ramel, M. Ramel)
11. Povel Ramel: Bosse Parnevik (P. Ramel)
12. Alf Cranner: Sjömansvise (A. Cranner, H. Sverdrup)
13. Di sma unda jårdi: Alla andra åker till Kräklingbo (J. Bertholdsson)
14. Monica Törnell: Krig (P. Gessle)
15. Mikael Wiehe: Flickan och kråkan  (M. Wiehe)
16. Björn Afzelius: Karolina (Oleo de mujer com sombrero) (S. Rodriguez, B. Afzelius)
17. Åsa Jinder: Stove (Å. Jinder)
18. Susanne Alfvengren: Om vi börjar natten tillsammans (S. Alfvengren)
19. Gone at Last: (I am) walking on new grass (R. Pennington)
20. Sid Jansson: Kondoleansvisan (R. Edling/B. Zilliacus)
21. Ewert Ljusberg: Love sick blues  (C. Friend/I. Mills/E. Ljusberg)
22. Owe Thörnqvist: Gun från Dragarbrunn (O. Thörnqvist)
23. Olav Stedje: Vi vandrer sammen (S.D. Hauge)
24. Fred Åkerström: Rallarvisa  (R. Nilson; Fredmans sång, nr 35 (Gubben Noak)/C.M. Bellman)